# Трэп (фильм)
«Трэп» — российский короткометражный художественный фильм режиссёра Анастасии Вебер. Получил «Золотого медведя» на 72-м Берлинском кинофестивале в феврале 2022 года.

## Сюжет
Главные герои фильма — брат и сестра, Саша и Марина, которые, согласно аннотации, «оказались между строевой подготовкой и экстазом, полицейскими проверками и желанием быть рядом друг с другом».

## В ролях
| Актёр                | Роль   |
| -------------------- | ------ |
| Игнат Двойников      | Саша   |
| Елизавета Брошкова   | Марина |
| Анастасия Аржевикина | Лиза   |
| Евгений Жердий       | Дима   |

## Создание и оценки
Анастасия Вебер сняла «Трэп» как дипломную работу в Санкт-Петербургской школе нового кино. Название картины, по её словам, — отсылка не только к английскому trap («ловушка») и к поджанру хип-хоп музыки, но и к особому «эмоциональному чувствованию», когда человек не понимает, почему он всё ещё жив. В фильме снимались только непрофессиональные актёры.
Премьерный показ «Трэпа» состоялся на 72-м Берлинском кинофестивале. Картина получила «Золотого медведя» как лучший короткометражный фильм. По мнению жюри, режиссёру удалось показать молодых людей, «застрявших в контролируемом и угнетающем обществе».